# Іракська комуністична партія
Іракська комуністична партія (араб. الحزب الشيوعي العراقي; ІКП) — політична партія в Іраку.

## Історія
Партію було засновано 31 березня 1934 року в результаті злиття марксистських груп і гуртків, що існували в Межиріччі від 1920-х років. Того ж року організація вступила до Комінтерну. Від моменту свого заснування партія перебувала на нелегальному становищі.
1944 року відбулась 1-ша конференція, а 1945 — 1-й з'їзд партії. На тому з'їзді було ухвалено програму та статут, був обраний Центральний Комітет на чолі з Юсефом Салманом Юсефом. Партія вела активну боротьбу проти британського впливу в країні й уряду Нурі аль-Саїда, що співпрацював з англійцями, за що члени партії зазнавали репресій з боку влади. 1947 року були заарештовані, а 1949 ь- страчені Юсеф і члени ЦК — Закі Басем і Хусейн аш-Шабібі. На виборах, що відбулись у червні 1954 року, перемогу здобув Єдиний національний фронт, до складу якого входили й комуністи (як самостійна організація ІКП у Фронті участі не брала).
На 2-ій конференції ІКП (1956) було обрано новий склад ЦК на чолі з Саламом Аділем (ар-Раді), членом Політбюро став Джамаль аль-Хайдарі. Було ухвалено документ «Політична лінія партії в боротьбі за національне визволення». 1957 року партія стала ініціатором створення Фронту національної єдності, в складі якого ІКП брала активну участь у протимонархічній Революції 14 липня 1958 року, що встановила республіку в Іраку.
Після революції уряд Касема скасував заборону на діяльність Компартії, в результаті чого остання дуже швидко перетворилась на значну політичну силу. Комуністи встановили зв'язки з Демократичною партією Курдистану й почали організовувати спільні антиурядові виступи, їх базою ставав Іракський Курдистан.
5-6 березня 1959 року після завершення Великого фестивалю миру, організованого в Мосулі іракськими комуністами, прибічники Баас підбурили заколот під панарабістськими лозунгами. Комуністи стали основною силою, що організувала спротив повстанцям. 8 березня урядові війська почали штурм Мосула й до наступного дня армія та збройні загони комуністів придушили повстання.
Занепокоєний зростанням впливу ІКП, уряд Касема від 2-ї половини 1959 року почав переслідувати партію, а у лютому 1960 року заборонив її діяльність. Незважаючи на це, тільки загони комуністів, озброєні палицями й мотиками, виступили на боці Касема під час перевороту, що призвів до розстрілу іракського лідера.
Після державного перевороту 1963 року, організованого партією Баас, і подальшого приходу до влади військового режиму генерала Абдула Салама Арефа був розпочатий масовий терор проти ліваків і комуністів, зокрема. Більша частина керівників партії на чолі з Саламом Аділем було знищено, тисячі комуністів були кинуті до в'язниць. Незважаючи на це, у 1967—1968 роках комуністи змогли організувати повстанський рух.
Уряд партії Баас з оновленим керівництвом звільнив комуністів з в'язниць, між ІКП й Баас було встановлено співробітництво з питань створення Прогресивного національно-патріотичного фронту Іраку. В травні 1972 року 2 представники ІКП були офіційно введені до складу уряду, хоч компартія все ще перебувала на неофіційному становищі. Однак співробітництво виявилось нетривалим: після відновлення репресій проти комуністів 1979 року міністри-комуністи вийшли з уряду, компартія припинила свою участь у Національному фронті. У травні того ж року керівництво ІКП ухвалило рішення про перехід на нелегальне становище. Скориставшись вимогами комуністів щодо скасування в країні надзвичайного стану та проведення виборів до Національної асамблеї, Рада революційного командування заборонила діяльність ІКП у масових організаціях. Того ж місяця понад 30 комуністів та їх прибічників були звинувачені Саддамом Хусейном у зраді іракської революції та створенні своїх ланок в армії, після чого були страчені. Керівники компартії залишили країну. Після розгрому ІКП в Іраку встановилась однопартійна система з гегемонією баасистської партії.
1993 року курдські комуністи створили напівавтономну Комуністичну партію Курдистану.
У період, що передував ліквідації режиму Саддама Хусейна, ІКП легально діяла в Іракському Курдистані та провадила організаційну підпільну роботу в Багдаді й інших регіонах Іраку. Партія виступала проти війни, але також і проти збереження диктаторського режиму.
Після повалення режиму Хусейна й окупації Іраку іноземними військами Компартія Іраку в політичному сенсі є рівновіддаленою як від проамериканської влади, так і від іракського Спротиву. Компартія схвалила страту Саддама Хусейна. Секретар ІКП Хамід Маджид Муса увійшов до складу Національної Асамблеї Іраку.
За результатами парламентських виборів 2005 року ІКП стала основною силою Народного союзу, в деяких регіонах комуністи йшли окремими списками. За результатами парламентських виборів у грудні того ж року комуністи увійшли до складу Іракського національного списку, що здобув 8 % голосів виборців і 25 місць у парламенті.

## Керівники ІКП
- травень — грудень 1935 Асім Флаєх
- 1941 — жовтень 1941 Абдула Масуд
- серпень 1951 — квітень 1953 Баха аль-Дін Нурі
- жовтень 1941 — лютий 1949 Юсеф Салман Юсеф (Фахед)
- квітень 1953 — червень 1954 Абд аль-Карім Ахмад аль-Дауд
- червень 1954 — червень 1955 Хамід Утман
- червень 1955 — лютий 1963 Хусейн ар-Раді (Салам Аділь)
- серпень 1964—1993 Азіз Мухаммед
- від 1993 — Хамід Маджид Муса